# Pedro Pablo Kuczynski
Pedro Pablo Kuczynski Godard (pronunciado /kuchínski/ en fonética española;  Lima, 3 de octubre de 1938), también conocido como PPK; es un economista, empresario, banquero y expolítico peruano. Fue presidente de la República del Perú desde el 28 de julio de 2016 hasta su renuncia, el 23 de marzo de 2018.
Durante su vida política se ha desempeñado como ministro de Energía y Minas en el segundo gobierno no consecutivo de Fernando Belaúnde Terry, así como ministro de Economía y Finanzas y presidente del Consejo de Ministros durante el gobierno de Alejandro Toledo. Fue presidente del partido político Peruanos Por el Kambio entre 2010 y 2016 y candidato a la presidencia del Perú en las elecciones de 2011, quedando en el tercer lugar en la primera vuelta, por debajo de Ollanta Humala y Keiko Fujimori.
Como candidato único en las elecciones internas del partido político Peruanos Por el Kambio, en abril de 2015 Pedro Pablo Kuczynski anunció su candidatura oficial para la presidencia de la república en las elecciones de 2016, logrando pasar a la segunda vuelta después de los comicios del 10 de abril de 2016, y venció luego a Keiko Fujimori con el 50,1 % de los votos, cuyo partido, Fuerza Popular, obtuvo mayoría en el Congreso y efectuó una oposición radical a su mandato que desencadenó una crisis política.
Durante su gobierno se creó la Autoridad para la Reconstrucción con Cambios, tras los efectos del Niño costero; se promovió la migración venezolana al Perú debido a la crisis vivida en dicho país; se reestructuró la policía nacional;  se llevó a cabo el APEC 2016, el censo nacional del 2017 y la visita del Papa Francisco; además de promoverse y destrabarse diversas obras. En contraparte, también acaecieron diversas protestas, entre ellas, la huelga magisterial, liderada por Pedro Castillo; las marchas del colectivo Con mis hijos no te metas (CMHNTM) contra la reforma del currículo educativo; y el paro agrario. Sin embargo, el escándalo del caso Odebrecht, que estalló en diciembre de 2016, marcó su gestión debido a su presunto involucramiento en el esquema de corrupción de la empresa brasileña, situación que llevó a presentarse dos mociones de vacancia en su contra (la primera, en diciembre de 2017, y la segunda en marzo de 2018), que no prosperaron. Luego del último intento de vacancia, se reveló los llamados "mamanivideos", en donde se veía a personas allegadas al presidente ofrecer proyectos a congresistas a cambio de votar en contra de la vacancia.  El escándalo generado motivó la renuncia de Kuczynski el 23 de marzo de 2018.
Tras iniciarse una investigación por lavado de activos con agravante de supuesta pertenencia a organización relacionado al caso Odebrecht, el 19 de abril de 2019 la justicia peruana ordenó 36 meses de prisión preventiva, motivo por el cual cumplió arresto domiciliario en su residencia en San Isidro. El 10 de abril de 2022, la Corte Superior Nacional (CSN) de Perú decretó la libertad bajo comparecencia (condicional) de Kuczynski, con prohibición de salir de Lima Metropolitana y de establecer comunicación “con los órganos de prueba personal testigos y peritos en todas las investigaciones que lleva a  cabo el representante del Ministerio Público”, entre otras medidas. Después de más de 5 años desde que dejara la presidencia, Kuczynski aún no ha sido acusado formalmente por la Fiscalía y el que se haya planteado que con su secretaria y chofer conformaron una “organización criminal” hace creer a muchos analistas que las presuntas acusaciones tienen un trasfondo político.

## Biografía
Su padre fue Maxime Kuczynski, un médico alemán de ascendencia judía asquenazí y polaca quien combatió en la Primera Guerra Mundial y fue pionero en el tratamiento de enfermedades tropicales. Debido a sus habilidades médicas, se instaló junto a su familia en la amazonía peruana desde mediados de la década de 1930. Allí, se desempeñó como director del Leprosario de San Pablo, razón por la cual Pedro Pablo vivió parte de su infancia en Iquitos y Puno. Posteriormente, su padre fue catedrático de medicina tropical en la Universidad Nacional Mayor de San Marcos de Lima, así como jefe de Salud Pública del Ministerio de Salud del gobierno peruano.
Su madre fue Madeleine Godard, una maestra y artista franco-suiza quien lo introdujo en las artes y la música. Su hermano menor, Michael Kuczynski Godard, es un destacado académico en la Universidad de Cambridge, Reino Unido. Por lado materno, Pedro Pablo Kuczynski es primo de Jean-Luc Godard, cineasta franco-suizo creador de la nouvelle vague.

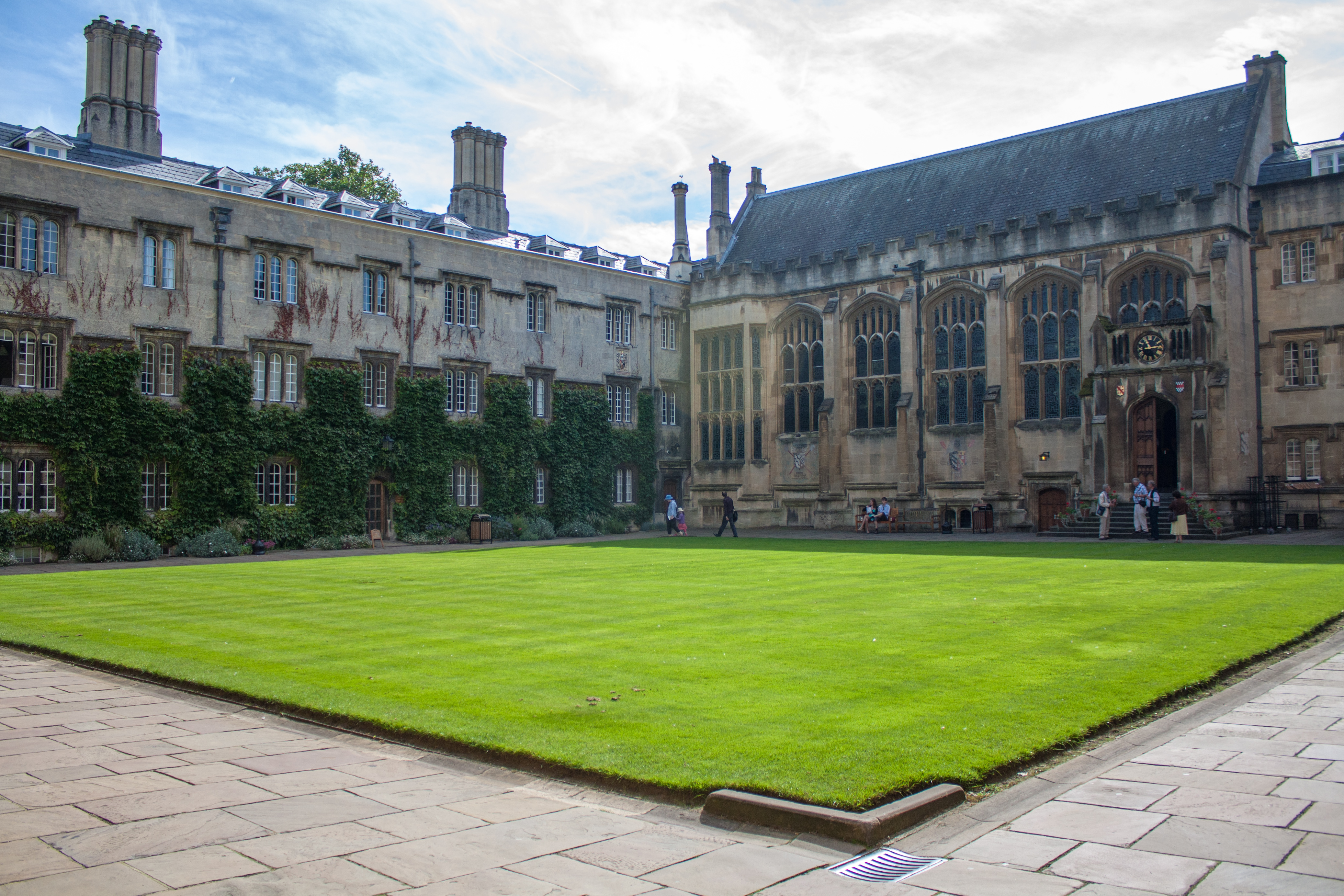
El Exeter College de la Universidad de Oxford donde estudió Kuczynski.

Estudió en el reconocido Markham College de Lima y posteriormente complementó su educación en el Rossall School de Inglaterra. Al finalizar su educación escolar, ingresó al conservatorio de Suiza y en Inglaterra estudió composición, piano y flauta en el Royal College of Music de Londres. Tras ganar una beca, estudió política, filosofía y economía en el Exeter College de la Universidad de Oxford en el Reino Unido, licenciándose en 1959. Luego, realizó una maestría en políticas públicas en la Escuela Woodrow Wilson de Asuntos Públicos e Internacionales de la Universidad de Princeton, en los Estados Unidos
En 1962 contrajo matrimonio con Jane Dudley Casey, hija de Joseph Edward Casey quien fue miembro de la Cámara de Representantes de los Estados Unidos por Massachusetts. Tuvo tres hijos: Carolina Madeleine, la periodista Alexandra Louise y John-Michael Kuczynski. Pedro Pablo y su esposa se separaron en 1992 y se divorciaron en 1995.
En 1997 se casó en segundas nupcias con la politóloga estadounidense Nancy Ann Lange. Tienen una hija peruana, Suzanne Kuczynski Lange, quien es graduada en biología.

## Carrera profesional y política
Inició su carrera profesional en el Banco Mundial como economista regional para América Central. Regresó al Perú en 1966 para apoyar al gobierno de Fernando Belaúnde Terry como asesor económico. Fue posteriormente nombrado gerente del Banco Central de Reserva del Perú con Fernando Schwalb López-Aldana como presidente del banco.
Tras el golpe de Estado al presidente Fernando Belaúnde el 3 de octubre de 1968 perpetrado por el general Juan Velasco Alvarado, los gerentes del Banco Central Carlos Rodríguez Pastor, Richard Webb Duarte y Pedro Pablo Kuczynski fueron acusados por el Gobierno Revolucionario por supuestamente otorgar certificados de divisas a la International Petroleum Company, permitiendo que esta compañía pueda remesar 115 millones de dólares actuales de utilidades a la Standard Oil, su matriz en los Estados Unidos. Por esto, Pedro Pablo Kuczynski volvió a los Estados Unidos donde reingresó al Banco Mundial como jefe economista para América Latina y luego como Jefe de Planeamiento de Políticas. Luego de un proceso judicial que duró ocho años, la Corte Suprema de Justicia del Perú lo absolvió.
Desde 1973 hasta 1975 trabajó en el banco de inversión Kuhn, Loeb & Co. en Nueva York. En 1975 fue nombrado Jefe Economista de la Corporación Financiera Internacional, institución perteneciente al Banco Mundial dedicada a promover el desarrollo económico a través del sector privado. Fue presidente del consorcio minero Halco Mining, con operaciones en África Occidental y sede en Pensilvania, Estados Unidos. 

### Ministro de Energía y Minas (1980-1982)
En 1980 volvió al Perú y colaboró en la campaña electoral del expresidente Fernando Belaúnde, quien al asumir su segundo y último mandato no consecutivo, lo nombró a Kuczynski Ministro de Energía y Minas. Como ministro impulsó la Ley N.º 23231 la cual fomentaba la explotación energética y petrolera. Sin embargo, la denominada Ley Kuczynski no estuvo exenta de polémica por las exoneraciones tributarias que concedía a las empresas petroleras extranjeras y en diciembre de 1985 dicha ley fue derogada.
En 1983 fue nombrado codirector del banco de inversión First Boston. Como tal, participó en la reunión del Grupo Bilderberg que se realizó en Austria en 1988. Entre 1992 y 2004 también fue miembro del directorio de diversas empresas como Compañía de Acero del Pacífico, Magma Copper, Edelnor S.A., Toyota Motor Corporation, Siderúrgica Argentina, R.O.C. Taiwan Fund, CS First Boston, Tenaris, Southern Peru Copper Corporation, entre otras. En 2007 se vinculó a Ternium Inc.

### Ministro de Economía (2001-2002 2004-2005)
Durante la campaña presidencial de Alejandro Toledo trabajó como jefe de plan de gobierno, el 28 de julio del 2001 fue designado Ministro de Economía y Finanzas luego del triunfo. Como tal, realizó numerosos acuerdos con el Fondo Monetario Internacional para ayudar a cumplir las metas en las políticas económicas neoliberales trazadas por el Estado del Perú durante el gobierno de Alberto Fujimori. Sin embargo, fue arduamente criticado en diversas ocasiones por el expresidente Alan García, principal líder de oposición al gobierno. Tras el aumento de protestas sociales en Arequipa por la privatización de empresas eléctricas, renunció a su cargo el 11 de julio de 2002.
El 16 de febrero del 2004, regresó a dicho cargo y renunció el 16 de febrero del 2005 tras ser nombrado Premier.

### Presidente del Consejo de Ministros (2005-2006)
El 16 de agosto del 2005 fue nombrado Presidente del Consejo de Ministros ante la renuncia de Carlos Ferrero, permaneciendo como hasta el 28 de julio del 2006. Durante este periodo, Kuczynski nombró a Óscar Maúrtua como Ministro de Relaciones Exteriores y a Fernando Zavala como Ministro de Economía.
En el ámbito personal, es aficionado a la música y a las artes, colaborando constantemente con el Patronato del Museo de Arte de Lima ya que cuenta con una destacada colección privada de obras pertenecientes a la escuela cusqueña.

## Candidato presidencial

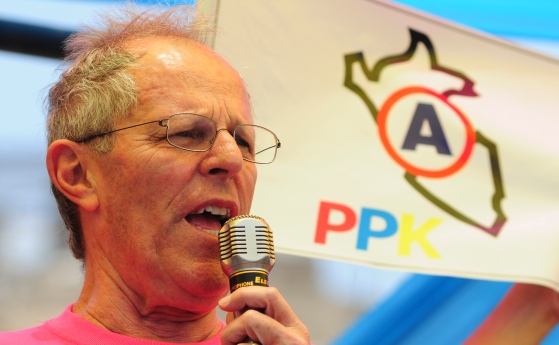
Pedro Pablo Kuczynski durante la campaña electoral de 2011.

### Elecciones generales del 2011
Kuczynski postuló a la Presidencia del Perú en las elecciones generales del 2011 por Alianza por el Gran Cambio, conformada por el Partido Popular Cristiano, el Partido Humanista Peruano, Restauración Nacional y Alianza para el Progreso. Ocupó el tercer lugar en la votación, sus oponentes Ollanta Humala y Keiko Fujimori pasaron a la segunda vuelta electoral el 5 de junio de 2011, en la que Ollanta Humala fue elegido presidente del país. En 2011 fundó la ONG «Agua Limpia», destinada a apoyar a los gobiernos de zonas rurales para financiar proyectos de agua potable y alcantarillado, como también educar a la población sobre los beneficios, buen uso, el costo y saneamiento del agua potable. El proyecto ha sido implementado en varias comunidades de los departamentos de Áncash, Arequipa y La Libertad.

### Elecciones generales del 2016
Kuczynski postuló a la Presidencia del Perú por segunda vez en las elecciones generales del 2016 por su partido Peruanos Por el Kambio, postulando junto con el ex gobernador regional de Moquegua Martín Vizcarra como 1.er Vicepresidente y con la ex Ministra de Economía Mercedes Aráoz como 2.ª Vicepresidenta. Su equipo técnico estuvo conformado por el ex Ministro de Trabajo y Promoción del Empleo Juan Sheput, el empresario Pedro Olaechea, el economista Alfredo Thorne, el empresario Felipe Ortiz de Zevallos, entre otros. 
Cuenta con el apoyo notable de los empresarios, cuya conferencia anual (Cade 2015) le otorgó un índice de aprobación del 84%, muy por delante de todos los demás candidatos. Por otra parte, tuvo unas declaraciones controvertidas hacia las poblaciones andinas en el 2006 cuando mencionó que “en los andes la altura impide que el oxígeno llegue al cerebro”, al opinar en contra del cambio en las reglas, los contratos y las ideas de nacionalizar empresas.
En las elecciones realizadas el 10 de abril de 2016 logró pasar a la segunda vuelta electoral sobrepasando ajustadamente a la candidata del Frente Amplio Verónika Mendoza. Tras enfrentar en el balotaje a la candidata de Fuerza Popular, Keiko Fujimori, resultó vencedor con el 50,124% de los votos.

## Presidencia de la República

### Últimos meses
En diciembre de 2016 la Unidad Anticorrupción de la Fiscalía General de Perú ordenó investigar si Kuczynski, en su condición de primer ministro de Alejandro Toledo, favoreció en el año 2006 a la firma brasileña Odebrecht a ganar una concesión. Contrario al mensaje dado al inicio de su mandato, su segundo mensaje a la nación dado el 28 de julio de 2017 fue recibido con poca expectativa e incredulidad entre varios de los principales analistas políticos y económicos.
El 15 de diciembre de 2017 el Congreso del Perú admitió a trámite un primer pedido de vacancia presidencial, figura por la que el legislativo puede destituir al mandatario invocando su incapacidad moral o física. La decisión fue aprobada por 93 votos a favor y 17 en contra. Aprobado así el pedido de vacancia, el Congreso acordó que el 21 de diciembre, Kuczynski debía presentarse, con o sin su abogado, ante el pleno del Congreso para realizar sus descargos, luego se procedería a debate y finalmente se votaría para decidir la vacancia presidencial, necesitándose para esto 87 votos del total de los 130 congresistas.
Concluida la defensa del presidente, este y su abogado se retiraron del Congreso, luego de lo cual inició el debate sobre la moción de vacancia. La votación se produjo a las 23:15 minutos del 21 de diciembre del 2017, tras casi 14 horas de debate, teniendo como resultado que no se alcanzara el mínimo de 87 votos necesarios para aprobar la moción de vacancia presidencial, quedando por tanto rechazada.

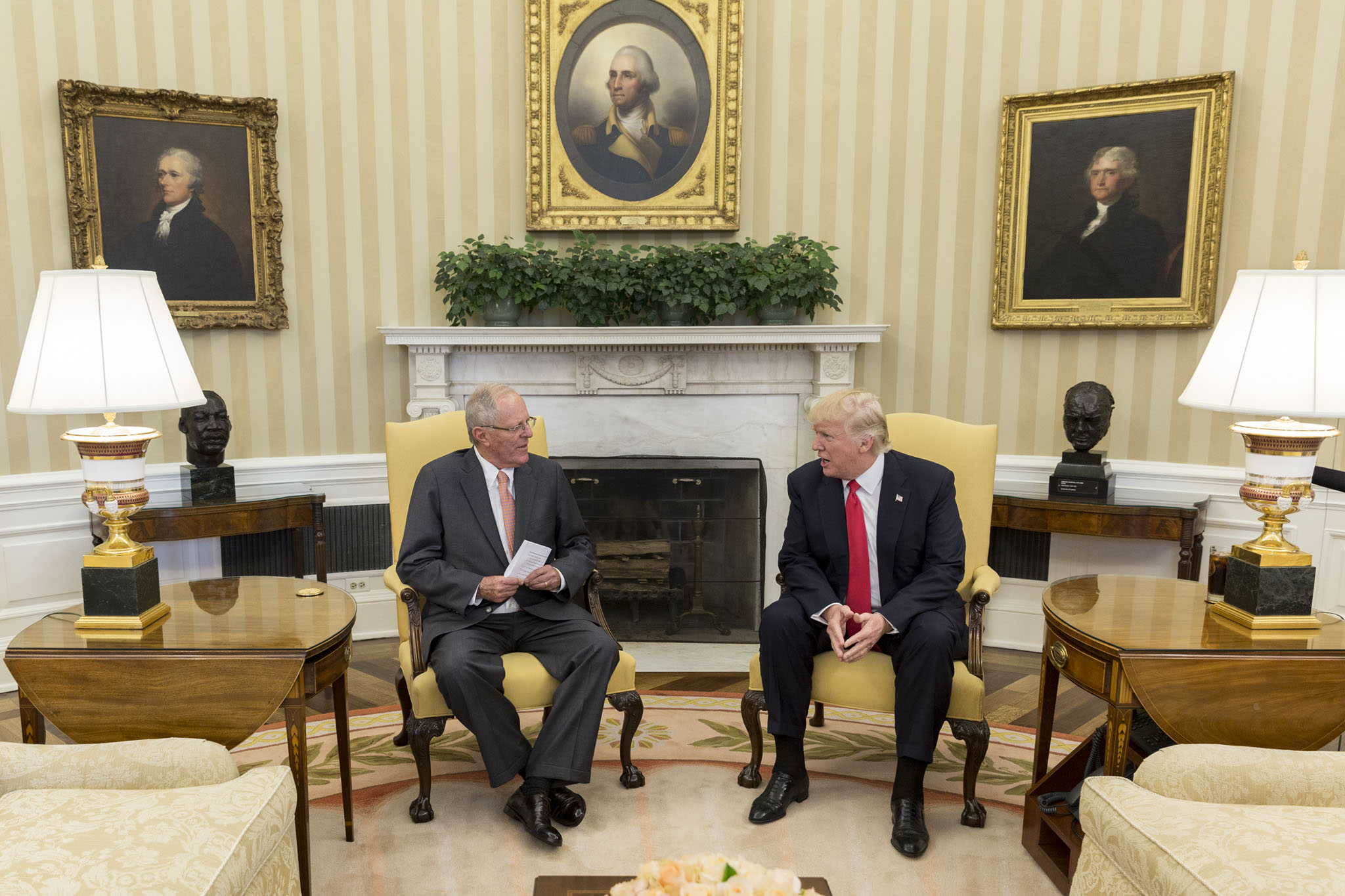
Pedro Pablo Kuczynski junto al presidente Donald Trump en 2017.

El 24 de diciembre de 2017 Pedro Pablo Kuczynski le concedió un indulto humanitario y derecho de gracia al expresidente Alberto Fujimori, quien cumplía una condena de 25 años por crímenes contra los derechos humanos, entre ellos las masacres de Barrios Altos y La Cantuta. El indulto generó polémica tanto en el interior como fuera del país, incluso instituciones como la Corte Interamericana de Derechos Humanos expresaron que la decisión del presidente no cumplió con los requisitos legales mínimos. La decisión desencadenó protestas masivas en Lima y otras ocho ciudades, así como la renuncia de tres de sus ministros y las críticas de un amplio espectro de personalidades.
El 20 de marzo de 2018, a dos días de un segundo pedido de vacancia presidencial contra él, Moisés Mamani, congresista de Fuerza Popular presentó una colección de vídeos de formato casero denominados «kenjivideos», en los cuales aparece Kenji Fujimori y otros individuos, intentando sobornar a Mamani con acceso a obras a cambio de votar «en contra» del segundo pedido de vacancia presidencial. Al día siguiente, el 21 de marzo, a raíz del escándalo generado por los vídeos, Kuczynski oficializó su carta de renuncia a la presidencia del Perú, con lo que se convirtió en el primer mandatario latinoamericano en ejercicio en dimitir por esa causa.

## Pospresidencia

### Caso Lava Jato
Kuczynski es actualmente investigado por "lavado de activos con agravante de pertenencia a organización criminal". Esta investigación tiene más de 5 años y según algunos analistas independientes carece de fundamento.
El 24 de abril de 2018, dos fiscales registraron sus inmuebles en San Isidro y su casa de campo en Cieneguilla por “la presunta comisión del delito de lavado de activos”. A su vez, un juez del sistema de corrupción de funcionarios le prohibió salir del país por 18 meses por supuestos pagos de Odebrecht cuando fue ministro de Toledo, quien se encuentra evadido.
El 10 de abril de 2019 fue detenido junto a su secretaria Gloria Kisic Wagner y su exchófer José Luis Bernaola por un presunto delito de lavado de dinero por el caso Odebrecht. A su vez, autorizó a la Fiscalía a allanar durante 48 horas las viviendas ligadas a su entorno en busca de documentos relacionados con ese caso.
El 19 de abril de 2019 el juez Jorge Chávez dictó tres años de prisión preventiva contra Kuczynski quien recibió la noticia en una clínica de Lima donde se encontraba hospitalizado por una intervención cardíaca derivada de una crisis de hipertensión. Para Gloria Kisic Wagner y José Luis Bernaola, el juez rechazó la prisión preventiva y ordenó que ambos cumplan comparecencia restringida.
El 2 de mayo de 2019 abandonó la clínica donde estaba internado y fue trasladado a su vivienda para cumplir 36 meses de arresto domiciliario. Desde el 10 de abril de 2022, se encuentra en libertad provisional por decisión de la Corte Superior Nacional del país, a la espera de juicio.

### Papeles de Pandora
En octubre de 2021, su nombre apareció en los Papeles de Pandora.
El Consorcio Internacional de Periodistas de Investigación (ICIJ) revela que creó una sociedad offshore, DAM Ltd, el 2 de julio de 2004, en el paraíso fiscal de las Islas Vírgenes Británicas, para gestionar dos propiedades inmobiliarias, mientras era Ministro de Economía y Hacienda. DAM Ltd es propietaria de las dos propiedades de Kuczynski en Perú, y el ICIJ informa de que la empresa también quería prestar servicios de asesoría financiera. Los Papeles de Pandora también muestran que el Grupo OMC prestó servicios a la empresa de Kuczynski hasta noviembre de 2013. Según el fiscal José Domingo Pérez que está a cargo del caso, DAM Ltd podría ser "una clave" para entender varios casos vinculados a Kuczynski, ya que las presuntas ganancias ilegales de las transacciones de Kuczynski con Odebrecht provenían de esta misma empresa de gestión de fondos, que por lo tanto es de interés para la investigación del grupo especial Lava Jato.
En Perú, el fiscal especial encargado de la investigación del caso de corrupción "Lavado de autos" anunció que volvería a interrogar a Pedro Pablo Kuczynski para aclarar el papel de la empresa offshore que creó cuando era ministro de Economía y que nunca incluyó en sus declaraciones de bienes.

## Condecoraciones
- Gran cruz de la Orden de Isabel la Católica (2001).[51]
- Gran cruz de la Orden El Sol del Perú (2006).[52]
- Gran collar de la Orden del Cóndor de los Andes (2016).[53]

Otras distinciones
- Doctor honoris causa de la Universidad Nacional del Centro del Perú (2009).[54]
- Doctor honoris causa de la Universidad Privada Norbert Wiener (2011).[55]
- Doctor honoris causa de la Universidad Inca Garcilaso de la Vega (2012).[56]
- Doctor honoris causa de la Universidad Privada San Carlos de Puno (2013).[57]
- Doctor honoris causa de la Universidad Nacional de Piura (2013).[58]
- Doctor honoris causa de la Universidad Nacional de San Antonio Abad del Cusco (2016).[59]
- Doctor honoris causa de la Universidad Nacional de Cajamarca (2016).[60]
- Medalla James Madison de la Universidad de Princeton (2017).[61]

## Publicaciones[62]
- The Impact of the Higher Oil Prices on the LDC's: The Case of Latin America: The Search for a New International Role, editado por Hellman & Rosenbaum para en Center for Inter-American Relations, Nueva York (John Wiley & Sons, 1975).
- Peruvian Democracy under Economic Stress: An Account of the Belaúnde Administration, 1963-1968 (Princeton University Press, 1977). Versión en español: Democracia Bajo Presión Económica, Mosca Azul Editores, Lima, 1981.
- The Economic Development of Venezuela in Perspective, es un libro del Council on Foreign Relations, Robert Bond, editor (New York University Press, Dec. 1977).
- Toward Renewed Economic Growth in Latin America, con Bela Belassa, Gerardo Bueno y Mario Henrique Simonsen (Washington D.C., Institute for International Economics 1986).
- Latin American Debt, un libro del Twentieth Century Fund (The Johns Hopkins University Press, 1988) (edición japonesa, Simul Press, 1990).
- Respuestas para los 90's', con Felipe Ortiz de Zevallos (Apoyo S.A., Lima, 1990).
- El Reto 2001: Competir y Crear Empleo, con Felipe Ortiz de Zevallos (Apoyo 2001, Lima).
- After the Washington Consensus: Restarting Growth and Reform in Latin America, con John Williamson y otros (Washington DC, Institute for International Economics, 2003).
- Crecer y Construir, (Lima, Editorial Correo, 2006).
- Perú Por Venir, (Lima, Editorial Aguilar, 2010).
- Perú, Ahora o Nunca. Hacia un país sin pobreza y con oportunidades para todos. (Lima, Lettera Gráfica, Nov. 2010).
- Is Latin America Changing? en What's Next?: Unconventional Wisdom on the Future of the World Economy, David Hale & Lyric Hughes Hale, editors (Yale University Press, 2011).
- Más Allá de 2021: Una Visión de Largo Plazo para el Perú, (Lima, Editorial Aguilar, 2013)
- Tarea incompleta. Una memoria 1938-2023, (Lima, Editorial Aguilar, 2023).
- Lost neighbor. Why Latin America lags, (2023),

## Ancestros
| \| \| \| \| \| \| \| \| \| \| \| \| \| \| \| \| \| \| \| \| 16. Abraham Nachman Kuczynski \| \| \| \| \| \| \| \| \| \| \| \| \| \| \| \| \| \| \| \| \| \| \| \| \| \| \| \| \| \| \| \| \| \| \| \| \| \| \| \| \| \| \| \| \| \| \| \| \| \| \| \| \| \| 8. Wilhelm Kuczynski \| \| \| \| \| \| \| \| \| \| \| \| \| \| \| \| \| \| \| \| \| \| \| \| \| \| \| \| \| \| \| \| \| \| \| \| \| \| \| \| \| \| \| \| \| \| \| \| \| \| \| \| \| \| 17. Emilie Cohn \| \| \| \| \| \| \| \| \| \| \| \| \| \| \| \| \| \| \| \| \| \| \| \| \| \| \| \| \| \| \| \| \| \| \| \| \| \| \| \| \| \| \| \| \| \| \| \| \| \| \| \| \| \| 4. Louis Kuczynski \| \| \| \| \| \| \| \| \| \| \| \| \| \| \| \| \| \| \| \| \| \| \| \| \| \| \| \| \| \| \| \| \| \| \| \| \| \| \| \| \| \| \| \| \| \| \| \| \| \| \| \| \| \| 18. Samuel Brandeis \| \| \| \| \| \| \| \| \| \| \| \| \| \| \| \| \| \| \| \| \| \| \| \| \| \| \| \| \| \| \| \| \| \| \| \| \| \| \| \| \| \| \| \| \| \| \| \| \| \| \| \| \| \| 9. Lucy Brandeis \| \| \| \| \| \| \| \| \| \| \| \| \| \| \| \| \| \| \| \| \| \| \| \| \| \| \| \| \| \| \| \| \| \| \| \| \| \| \| \| \| \| \| \| \| \| \| \| \| \| \| \| \| \| 19. Therese Nathan \| \| \| \| \| \| \| \| \| \| \| \| \| \| \| \| \| \| \| \| \| \| \| \| \| \| \| \| \| \| \| \| \| \| \| \| \| \| \| \| \| \| \| \| \| \| \| \| \| \| \| \| \| \| 2. Maxime Kuczynski \| \| \| \| \| \| \| \| \| \| \| \| \| \| \| \| \| \| \| \| \| \| \| \| \| \| \| \| \| \| \| \| \| \| \| \| \| \| \| \| \| \| \| \| \| \| \| \| \| \| \| \| \| \| 5. Emma Schlesinger \| \| \| \| \| \| \| \| \| \| \| \| \| \| \| \| \| \| \| \| \| \| \| \| \| \| \| \| \| \| \| \| \| \| \| \| \| \| \| \| \| \| \| \| \| \| \| \| \| \| \| \| \| \| 1. Pedro Pablo Kuczynski \| \| \| \| \| \| \| \| \| \| \| \| \| \| \| \| \| \| \| \| \| \| \| \| \| \| \| \| \| \| \| \| \| \| \| \| \| \| \| \| \| \| \| \| \| \| \| \| \| \| \| \| \| \| 24. Joseph Godard \| \| \| \| \| \| \| \| \| \| \| \| \| \| \| \| \| \| \| \| \| \| \| \| \| \| \| \| \| \| \| \| \| \| \| \| \| \| \| \| \| \| \| \| \| \| \| \| \| \| \| \| \| \| 12. Georges Godard \| \| \| \| \| \| \| \| \| \| \| \| \| \| \| \| \| \| \| \| \| \| \| \| \| \| \| \| \| \| \| \| \| \| \| \| \| \| \| \| \| \| \| \| \| \| \| \| \| \| \| \| \| \| 25. Jacquette Fournier \| \| \| \| \| \| \| \| \| \| \| \| \| \| \| \| \| \| \| \| \| \| \| \| \| \| \| \| \| \| \| \| \| \| \| \| \| \| \| \| \| \| \| \| \| \| \| \| \| \| \| \| \| \| 6. Paul Jean Édouard Godard \| \| \| \| \| \| \| \| \| \| \| \| \| \| \| \| \| \| \| \| \| \| \| \| \| \| \| \| \| \| \| \| \| \| \| \| \| \| \| \| \| \| \| \| \| \| \| \| \| \| \| \| \| \| 26. Édouard Baeschlin \| \| \| \| \| \| \| \| \| \| \| \| \| \| \| \| \| \| \| \| \| \| \| \| \| \| \| \| \| \| \| \| \| \| \| \| \| \| \| \| \| \| \| \| \| \| \| \| \| \| \| \| \| \| 13. Louise Rose Émilie Baeschlin \| \| \| \| \| \| \| \| \| \| \| \| \| \| \| \| \| \| \| \| \| \| \| \| \| \| \| \| \| \| \| \| \| \| \| \| \| \| \| \| \| \| \| \| \| \| \| \| \| \| \| \| \| \| 27. Rosine Normand \| \| \| \| \| \| \| \| \| \| \| \| \| \| \| \| \| \| \| \| \| \| \| \| \| \| \| \| \| \| \| \| \| \| \| \| \| \| \| \| \| \| \| \| \| \| \| \| \| \| \| \| \| \| 3. Madeleine Godard \| \| \| \| \| \| \| \| \| \| \| \| \| \| \| \| \| \| \| \| \| \| \| \| \| \| \| \| \| \| \| \| \| \| \| \| \| \| \| \| \| \| \| \| \| \| \| \| \| \| \| \| \| \| 28. André John William Honyman Monod \| \| \| \| \| \| \| \| \| \| \| \| \| \| \| \| \| \| \| \| \| \| \| \| \| \| \| \| \| \| \| \| \| \| \| \| \| \| \| \| \| \| \| \| \| \| \| \| \| \| \| \| \| \| 14. Julian Pierre Monod \| \| \| \| \| \| \| \| \| \| \| \| \| \| \| \| \| \| \| \| \| \| \| \| \| \| \| \| \| \| \| \| \| \| \| \| \| \| \| \| \| \| \| \| \| \| \| \| \| \| \| \| \| \| 29. Marie Vallette \| \| \| \| \| \| \| \| \| \| \| \| \| \| \| \| \| \| \| \| \| \| \| \| \| \| \| \| \| \| \| \| \| \| \| \| \| \| \| \| \| \| \| \| \| \| \| \| \| \| \| \| \| \| 7. Odile Marie Monod \| \| \| \| \| \| \| \| \| \| \| \| \| \| \| \| \| \| \| \| \| \| \| \| \| \| \| \| \| \| \| \| \| \| \| \| \| \| \| \| \| \| \| \| \| \| \| \| \| \| \| \| \| \| 30. Pyrame Fréderic Naville \| \| \| \| \| \| \| \| \| \| \| \| \| \| \| \| \| \| \| \| \| \| \| \| \| \| \| \| \| \| \| \| \| \| \| \| \| \| \| \| \| \| \| \| \| \| \| \| \| \| \| \| \| \| 15. Cécile Julia Naville \| \| \| \| \| \| \| \| \| \| \| \| \| \| \| \| \| \| \| \| \| \| \| \| \| \| \| \| \| \| \| \| \| \| \| \| \| \| \| \| \| \| \| \| \| \| \| \| \| \| \| \| \| \| 31. Élisabeth Jeanne Lachaise \| \| \| \| \| \| \| \| \| \| \| \| \| \| \| \| \| \| \| \| \| \| \| \| \| \| \| \| \| \| \| \| \| \| \| \| \| \| \| \| \| \| \| \| \| \| \| \| \| \| \| \| |                                      |  |  |  |  |  |  |  |  |  |  |  |  |  |  |  |
| |                                      |  |  |  |  |  |  |  |  |  |  |  |  |  |  |  |
| | 16. Abraham Nachman Kuczynski        |  |  |  |  |  |  |  |  |  |  |  |  |  |  |  |
| |                                      |  |  |  |  |  |  |  |  |  |  |  |  |  |  |  |
| |                                      |  |  |  |  |  |  |  |  |  |  |  |  |  |  |  |
| | 8. Wilhelm Kuczynski                 |  |  |  |  |  |  |  |  |  |  |  |  |  |  |  |
| |                                      |  |  |  |  |  |  |  |  |  |  |  |  |  |  |  |
| |                                      |  |  |  |  |  |  |  |  |  |  |  |  |  |  |  |
| | 17. Emilie Cohn                      |  |  |  |  |  |  |  |  |  |  |  |  |  |  |  |
| |                                      |  |  |  |  |  |  |  |  |  |  |  |  |  |  |  |
| |                                      |  |  |  |  |  |  |  |  |  |  |  |  |  |  |  |
| | 4. Louis Kuczynski                   |  |  |  |  |  |  |  |  |  |  |  |  |  |  |  |
| |                                      |  |  |  |  |  |  |  |  |  |  |  |  |  |  |  |
| |                                      |  |  |  |  |  |  |  |  |  |  |  |  |  |  |  |
| | 18. Samuel Brandeis                  |  |  |  |  |  |  |  |  |  |  |  |  |  |  |  |
| |                                      |  |  |  |  |  |  |  |  |  |  |  |  |  |  |  |
| |                                      |  |  |  |  |  |  |  |  |  |  |  |  |  |  |  |
| | 9. Lucy Brandeis                     |  |  |  |  |  |  |  |  |  |  |  |  |  |  |  |
| |                                      |  |  |  |  |  |  |  |  |  |  |  |  |  |  |  |
| |                                      |  |  |  |  |  |  |  |  |  |  |  |  |  |  |  |
| | 19. Therese Nathan                   |  |  |  |  |  |  |  |  |  |  |  |  |  |  |  |
| |                                      |  |  |  |  |  |  |  |  |  |  |  |  |  |  |  |
| |                                      |  |  |  |  |  |  |  |  |  |  |  |  |  |  |  |
| | 2. Maxime Kuczynski                  |  |  |  |  |  |  |  |  |  |  |  |  |  |  |  |
| |                                      |  |  |  |  |  |  |  |  |  |  |  |  |  |  |  |
| |                                      |  |  |  |  |  |  |  |  |  |  |  |  |  |  |  |
| | 5. Emma Schlesinger                  |  |  |  |  |  |  |  |  |  |  |  |  |  |  |  |
| |                                      |  |  |  |  |  |  |  |  |  |  |  |  |  |  |  |
| |                                      |  |  |  |  |  |  |  |  |  |  |  |  |  |  |  |
| | 1. Pedro Pablo Kuczynski             |  |  |  |  |  |  |  |  |  |  |  |  |  |  |  |
| |                                      |  |  |  |  |  |  |  |  |  |  |  |  |  |  |  |
| |                                      |  |  |  |  |  |  |  |  |  |  |  |  |  |  |  |
| | 24. Joseph Godard                    |  |  |  |  |  |  |  |  |  |  |  |  |  |  |  |
| |                                      |  |  |  |  |  |  |  |  |  |  |  |  |  |  |  |
| |                                      |  |  |  |  |  |  |  |  |  |  |  |  |  |  |  |
| | 12. Georges Godard                   |  |  |  |  |  |  |  |  |  |  |  |  |  |  |  |
| |                                      |  |  |  |  |  |  |  |  |  |  |  |  |  |  |  |
| |                                      |  |  |  |  |  |  |  |  |  |  |  |  |  |  |  |
| | 25. Jacquette Fournier               |  |  |  |  |  |  |  |  |  |  |  |  |  |  |  |
| |                                      |  |  |  |  |  |  |  |  |  |  |  |  |  |  |  |
| |                                      |  |  |  |  |  |  |  |  |  |  |  |  |  |  |  |
| | 6. Paul Jean Édouard Godard          |  |  |  |  |  |  |  |  |  |  |  |  |  |  |  |
| |                                      |  |  |  |  |  |  |  |  |  |  |  |  |  |  |  |
| |                                      |  |  |  |  |  |  |  |  |  |  |  |  |  |  |  |
| | 26. Édouard Baeschlin                |  |  |  |  |  |  |  |  |  |  |  |  |  |  |  |
| |                                      |  |  |  |  |  |  |  |  |  |  |  |  |  |  |  |
| |                                      |  |  |  |  |  |  |  |  |  |  |  |  |  |  |  |
| | 13. Louise Rose Émilie Baeschlin     |  |  |  |  |  |  |  |  |  |  |  |  |  |  |  |
| |                                      |  |  |  |  |  |  |  |  |  |  |  |  |  |  |  |
| |                                      |  |  |  |  |  |  |  |  |  |  |  |  |  |  |  |
| | 27. Rosine Normand                   |  |  |  |  |  |  |  |  |  |  |  |  |  |  |  |
| |                                      |  |  |  |  |  |  |  |  |  |  |  |  |  |  |  |
| |                                      |  |  |  |  |  |  |  |  |  |  |  |  |  |  |  |
| | 3. Madeleine Godard                  |  |  |  |  |  |  |  |  |  |  |  |  |  |  |  |
| |                                      |  |  |  |  |  |  |  |  |  |  |  |  |  |  |  |
| |                                      |  |  |  |  |  |  |  |  |  |  |  |  |  |  |  |
| | 28. André John William Honyman Monod |  |  |  |  |  |  |  |  |  |  |  |  |  |  |  |
| |                                      |  |  |  |  |  |  |  |  |  |  |  |  |  |  |  |
| |                                      |  |  |  |  |  |  |  |  |  |  |  |  |  |  |  |
| | 14. Julian Pierre Monod              |  |  |  |  |  |  |  |  |  |  |  |  |  |  |  |
| |                                      |  |  |  |  |  |  |  |  |  |  |  |  |  |  |  |
| |                                      |  |  |  |  |  |  |  |  |  |  |  |  |  |  |  |
| | 29. Marie Vallette                   |  |  |  |  |  |  |  |  |  |  |  |  |  |  |  |
| |                                      |  |  |  |  |  |  |  |  |  |  |  |  |  |  |  |
| |                                      |  |  |  |  |  |  |  |  |  |  |  |  |  |  |  |
| | 7. Odile Marie Monod                 |  |  |  |  |  |  |  |  |  |  |  |  |  |  |  |
| |                                      |  |  |  |  |  |  |  |  |  |  |  |  |  |  |  |
| |                                      |  |  |  |  |  |  |  |  |  |  |  |  |  |  |  |
| | 30. Pyrame Fréderic Naville          |  |  |  |  |  |  |  |  |  |  |  |  |  |  |  |
| |                                      |  |  |  |  |  |  |  |  |  |  |  |  |  |  |  |
| |                                      |  |  |  |  |  |  |  |  |  |  |  |  |  |  |  |
| | 15. Cécile Julia Naville             |  |  |  |  |  |  |  |  |  |  |  |  |  |  |  |
| |                                      |  |  |  |  |  |  |  |  |  |  |  |  |  |  |  |
| |                                      |  |  |  |  |  |  |  |  |  |  |  |  |  |  |  |
| | 31. Élisabeth Jeanne Lachaise        |  |  |  |  |  |  |  |  |  |  |  |  |  |  |  |
| |                                      |  |  |  |  |  |  |  |  |  |  |  |  |  |  |  |
| |                                      |  |  |  |  |  |  |  |  |  |  |  |  |  |  |  |